# Обдуродон
Обдуродон (Obdurodon) — викопний рід однопрохідних ссавців родини Качкодзьобові (Ornithorhynchidae). Це вимерлий родич качкодзьобів, від яких відрізняється тим, що дорослі особини зберігали свої корінні зуби.

## Класифікація
- Рід †Obdurodon
  - †Obdurodon dicksoni мешкав в Австралії на місці сучасного штату Квінсленд протягом раннього та середнього міоцену. Був відкритий в 1984 році Майклом Арчером, Ф. А. Дженкинсом та іншими в Ріверслі, на північному заході Квінсленда.
  - †Obdurodon insignis мешкав у Південній Австралії протягом пізнього олігоцену. Був відкритий в 1975 році Майклом О. Вудборном і Діком Х. Тедфордом у формації Етудунна в пустелі Тірара.
  - †Obdurodon sudamericanum мешкав в Патагонії протягом раннього палеоцену. Був відкритий в 1992 році Росендо Паскуалем, Майклом Арчером та іншими в Пунта-Пелігро (ісп. Punta Peligro), Аргентина.
  - †Obdurodon tharalkooschild